# Spycimir Leliwita
Spycimir z Piasku i Tarnowa, Spycimir Leliwita, Spycimir z Melsztyna, Spicymir z Tarnowa, Spytko z Melsztyna herbu Leliwa zwany też Spicimir na Melsztynie de Lelewel et Fridemund (zm. prawd. 27 marca 1352) – kasztelan krakowski w latach 1331–1352, wojewoda krakowski w latach 1320–1331, kasztelan wiślicki w latach 1319–1320, kasztelan sądecki w latach 1317–1318, łowczy krakowski w latach 1312–1316, szlachcic polski, dyplomata.

## Życiorys

### Pochodzenie
Według Jana Długosza pochodził z Nadrenii. Gdy przybył do Polski przyjął za swój herb miejscową Leliwę. Hipoteza Długosza jest jednak wewnętrznie sprzeczna, gdyż jednocześnie Długosz twierdzi, że jest on przodkiem wszystkich Leliwitów. Według ks. Popłatka pochodził on z miejscowego rodu z rejonu Śląska i Małopolski, a awans Spycimira wiąże się z pojawieniem się na arenie politycznej szeregu nowych rodów podczas panowania Władysława Łokietka i Kazimierza Wielkiego

### Działalność
W 1312 r. był łowczym krakowskim, od 1317 – kasztelanem sądeckim, od 1319 – wiślickim, a w końcu krakowskim. Prawdopodobnie już w czasach króla Władysława Łokietka był jego zaufanym dyplomatą, od 1320 wiele dokumentów królewskich nosi podpis Spycimira. Później został jednym z wychowawców królewicza i późniejszego króla Kazimierza Wielkiego. Jako jego poseł reprezentował Królestwo Polskie w sprawach najwyższej wagi państwowej. Przechowała się ona w relacji kanclerza cesarskiego do wielkiego mistrza zakonu krzyżackiego z 1357:

Wasz cesarz niższym jest od papieża. Składa przed nim przysięgę. Nasz król ma od Boga swoją koronę i miecz swój, a własne prawa i obyczaj przodków przenosi nad wszelkie prawa cesarskie.

Żonaty z nieznaną z imienia córką Pakosława z Mstyczowa herbu Lis, sędziego krakowskiego, a następnie ze Stanisławą z Bogoriów, bratanicą arcybiskupa gnieźnieńskiego Jarosława i zapewne w znacznym stopniu poparciu rodu Bogoriów zawdzięczał swoją karierę polityczną. Pomogła mu też przyjaźń ze skarbnikiem królewskim Wierzynkiem.
Między innymi dzięki koneksjom zebrał olbrzymie dobra; jego własnością były dwa zamki, miasto, szesnaście wsi, dwie kamienice krakowskie i udziały w żupach solnych. Wystarał się o nadanie praw miejskich dla Tarnowa, osiadł w Melsztynie. On rozkazał i zlecił budowę zamków w Tarnowie i Melsztynie, dzięki którym miał pewną kontrolę nad szlakiem handlowym na Węgry. Był właścicielem dóbr ziemskich w Bochni i Brzesku.
22 listopada 1335 roku na zjeździe w Wyszehradzie dał rękojmię królowi Kazimierzowi III Wielkiemu, który obiecał królowi Czech Janowi Luksemburskiemu wypłatę w ustalonym terminie drugiej połowy 20000 kup groszy praskich za zrzeczenie się przez niego praw do tronu Polski.
Według Jana Długosza zmarł około 1354, można jednak w opracowaniach spotkać także datę 1352. 
Na jego fortunie powstały dwa szlacheckie rody, Tarnowscy i Melsztyńscy. Miał kilku synów m.in. Jana, kasztelana krakowskiego, który dał początek Melsztyńskim, i Rafała, podkomorzego sandomierskiego i kasztelana wiślickiego, od którego wywodzą się Tarnowscy. Jego wnuczka, Jadwiga, została 15 lutego 1386 matką chrzestną wielkiego księcia Jagiełły na Wawelu. Jego prawnuczka – Elżbieta (primo voto Granowska), została w 1417 r. trzecią żoną Władysława Jagiełły i królową Polski
Jest patronem ulicy na warszawskim osiedlu Grodzisk oraz na krakowskim osiedlu Kazimierzowskim.